# Limoux
Ne doit pas être confondu avec Limoux (Aveyron) ou Limoux (AOC).
Cet article possède un paronyme, voir Limours.
Limoux  est une commune française, située dans l'Ouest du département de l'Aude en région Occitanie, elle en est l'une des deux sous-préfectures.
Sur le plan historique et culturel, la commune fait partie du Razès, un pays historiquement très étendu, qui ne se résume aujourd'hui qu'aux collines de la Malepère et au bas Razès au centre et au sud, limité par le pays de Sault. Exposée à un climat méditerranéen, elle est drainée par l'Aude, le Cougaing, le ruisseau de Saint-Polycarpe, le ruisseau des Langagnous, le ruisseau de Marceille et par divers autres petits cours d'eau.
Limoux est une commune urbaine qui compte 10 339 habitants en 2022. Elle appartient à l'unité urbaine de Limoux et fait partie de l'aire d'attraction de Limoux. Ses habitants sont appelés les Limouxins et ses habitantes les Limouxines.
Située dans la vallée de l'Aude en plein cœur du Razès, la ville est connue depuis le XVIe siècle, pour la production d'un vin effervescent réputé, la blanquette de Limoux. Il est de nos jours fabriqué selon la méthode traditionnelle et aussi en moindre quantité selon la méthode ancestrale. Ce vin pétillant du Languedoc qui participe pour une part principale à l'économie de la ville, bénéficie d'un classement en appellation d'origine protégée (AOP). La blanquette de Limoux apparaît pour la première fois dans un texte ancien de 1544,.
La ville est aussi le lieu d'un carnaval qui dure plusieurs mois.

## Géographie

### Localisation
La commune, située à vingt kilomètres au sud de la ville de Carcassonne, à l'entrée de la haute vallée en plein cœur du Razès, est traversée par le fleuve de l'Aude. Elle est la ville-centre de unité urbaine et de l'aire d'attraction de Limoux

### Communes limitrophes
Les communes limitrophes sont Alet-les-Bains, Cournanel, La Digne-d'Aval, Gaja-et-Villedieu, Magrie, Malras, Pieusse, Saint-Martin-de-Villereglan, Saint-Polycarpe, Véraza et Villar-Saint-Anselme.
| Gaja-et-Villedieu       | Saint-Martin-de-Villereglan | Pieusse                               |
| Malras                  | Limoux                      | Villar-Saint-Anselme, Saint-Polycarpe |
| La Digne-d'Aval, Magrie | Cournanel                   | Véraza, Alet-les-Bains                |

### Relief et géologie

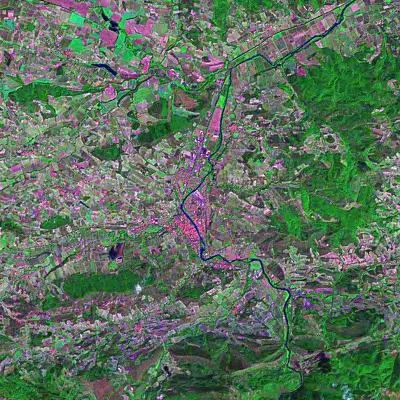
Vue de Landsat 7 de Limoux avec l'Aude qui traverse du sud au nord.

Le site est traversé par le fleuve de l'Aude et est constitué d'une zone plate le long de l'Aude et de collines et de coteaux environnants formant une cuvette où se trouve l'essentiel de la partie urbaine de la commune. Cette cuvette est ouverte au nord et au sud au passage de l'Aude formant un vallon. À l'ouest, une rivière (le Cougaing) forme un vallon entre les collines jusqu'à la Digne-d'Aval. Au sud, la vallée se resserre sur l'Aude jusqu'à Alet-les-Bains. Au contraire, au nord, le paysage s'élargit et offre une plus grande surface pour les habitations.

### Hydrographie
La commune est dans la région hydrographique « Côtiers méditerranéens », au sein du bassin hydrographique Rhône-Méditerranée-Corse. Elle est drainée par l'Aude, le Cougaing, le ruisseau de Saint-Polycarpe, le ruisseau des Langagnous, le ruisseau de Marceille, le ruisseau d'Arce, le ruisseau de Limoux, le ruisseau de Ninaute et le ruisseau des Tournails, qui constituent un réseau hydrographique de 25 km de longueur totale,.
L'Aude, d'une longueur totale de 223,59 km, prend sa source dans la commune des Angles et s'écoule du sud vers le nord. Elle traverse la commune et se jette dans le golfe du Lion à Fleury, après avoir traversé 73 communes.
Le Cougaing, d'une longueur totale de 17,4 km, prend sa source dans la commune de Saint-Couat-du-Razès et s'écoule du sud-ouest vers le nord-est. Il traverse la commune et se jette dans l'Aude sur le territoire communal, après avoir traversé 5 communes.
Le ruisseau de Saint-Polycarpe, d'une longueur totale de 12,6 km, prend sa source dans la commune de Belcastel-et-Buc et s'écoule d'est en ouest. Il traverse la commune et se jette dans l'Aude sur le territoire communal, après avoir traversé 3 communes.
Le ruisseau des Langagnous, d'une longueur totale de 12 km, prend sa source dans la commune de Castelreng et s'écoule du sud-ouest vers le nord-est. Il traverse la commune et se jette dans l'Aude sur le territoire communal, après avoir traversé 5 communes.

### Climat
Pour des articles plus généraux, voir Climat de l'Occitanie et Climat de l'Aude.
En 2010, le climat de la commune est de type climat méditerranéen altéré, selon une étude s'appuyant sur une série de données couvrant la période 1971-2000. En 2020, Météo-France publie une typologie des climats de la France métropolitaine dans laquelle la commune est dans une zone de transition entre le climat océanique altéré et le climat de montagne ou de marges de montagne et est dans la région climatique Pyrénées orientales, caractérisée par une faible pluviométrie, un très bon ensoleillement (2 600 h/an), un air sec, particulièrement en hiver et peu de brouillards.
Pour la période 1971-2000, la température annuelle moyenne est de 13,5 °C, avec une amplitude thermique annuelle de 15,6 °C. Le cumul annuel moyen de précipitations est de 738 mm, avec 10 jours de précipitations en janvier et 4,8 jours en juillet. Pour la période 1991-2020, la température moyenne annuelle observée sur la station météorologique installée sur la commune est de 13,6 °C et le cumul annuel moyen de précipitations est de 666,0 mm,. Pour l'avenir, les paramètres climatiques de la commune estimés pour 2050 selon différents scénarios d'émission de gaz à effet de serre sont consultables sur un site dédié publié par Météo-France en novembre 2022.
| Mois                                  | jan.             | fév.           | mars          | avril         | mai             | juin            | jui.            | août          | sep.            | oct.            | nov.           | déc.            | année      |
| ------------------------------------- | ---------------- | -------------- | ------------- | ------------- | --------------- | --------------- | --------------- | ------------- | --------------- | --------------- | -------------- | --------------- | ---------- |
| Température minimale moyenne (°C)     | 1,6              | 1,9            | 4,2           | 6,5           | 9,9             | 13,6            | 15,8            | 15,8          | 12,4            | 9,4             | 5              | 2,2             | 8,2        |
| Température moyenne (°C)              | 5,7              | 6,5            | 9,6           | 12,1          | 15,7            | 19,6            | 22,2            | 22,4          | 18,6            | 14,6            | 9,4            | 6,4             | 13,6       |
| Température maximale moyenne (°C)     | 9,9              | 11,2           | 14,9          | 17,6          | 21,4            | 25,7            | 28,6            | 29            | 24,8            | 19,9            | 13,9           | 10,7            | 19         |
| Record de froid (°C) date du record   | −15,5 16.01.1985 | −15 03.02.1956 | −10 01.03.05  | −4 22.04.1991 | −0,2 01.05.1960 | 3,5 17.06.1978  | 7 02.07.1975    | 5 30.08.1998  | 1 19.09.1977    | −3 25.10.1991   | −11 22.11.1998 | −14 28.12.1962  | −15,5 1985 |
| Record de chaleur (°C) date du record | 21 13.01.04      | 25,4 27.02.19  | 27 21.03.1990 | 34 20.04.1945 | 36 29.05.1947   | 40,5 29.06.1950 | 40,6 31.07.1947 | 42,4 23.08.23 | 36,5 07.09.1988 | 37,5 13.10.1947 | 26 06.11.15    | 23,5 18.12.1989 | 42,4 2023  |
| Précipitations (mm)                   | 67,1             | 48,4           | 57,4          | 73,1          | 69,1            | 48,4            | 30,7            | 35,6          | 51,4            | 57,5            | 68,6           | 58,7            | 666        |

## Urbanisme

### Typologie
Au 1er janvier 2024, Limoux est catégorisée petite ville, selon la nouvelle grille communale de densité à 7 niveaux définie par l'Insee en 2022.
Elle appartient à l'unité urbaine de Limoux, une agglomération intra-départementale dont elle est ville-centre,. Par ailleurs la commune fait partie de l'aire d'attraction de Limoux, dont elle est la commune-centre,. Cette aire, qui regroupe 39 communes, est catégorisée dans les aires de moins de 50 000 habitants,.

### Occupation des sols

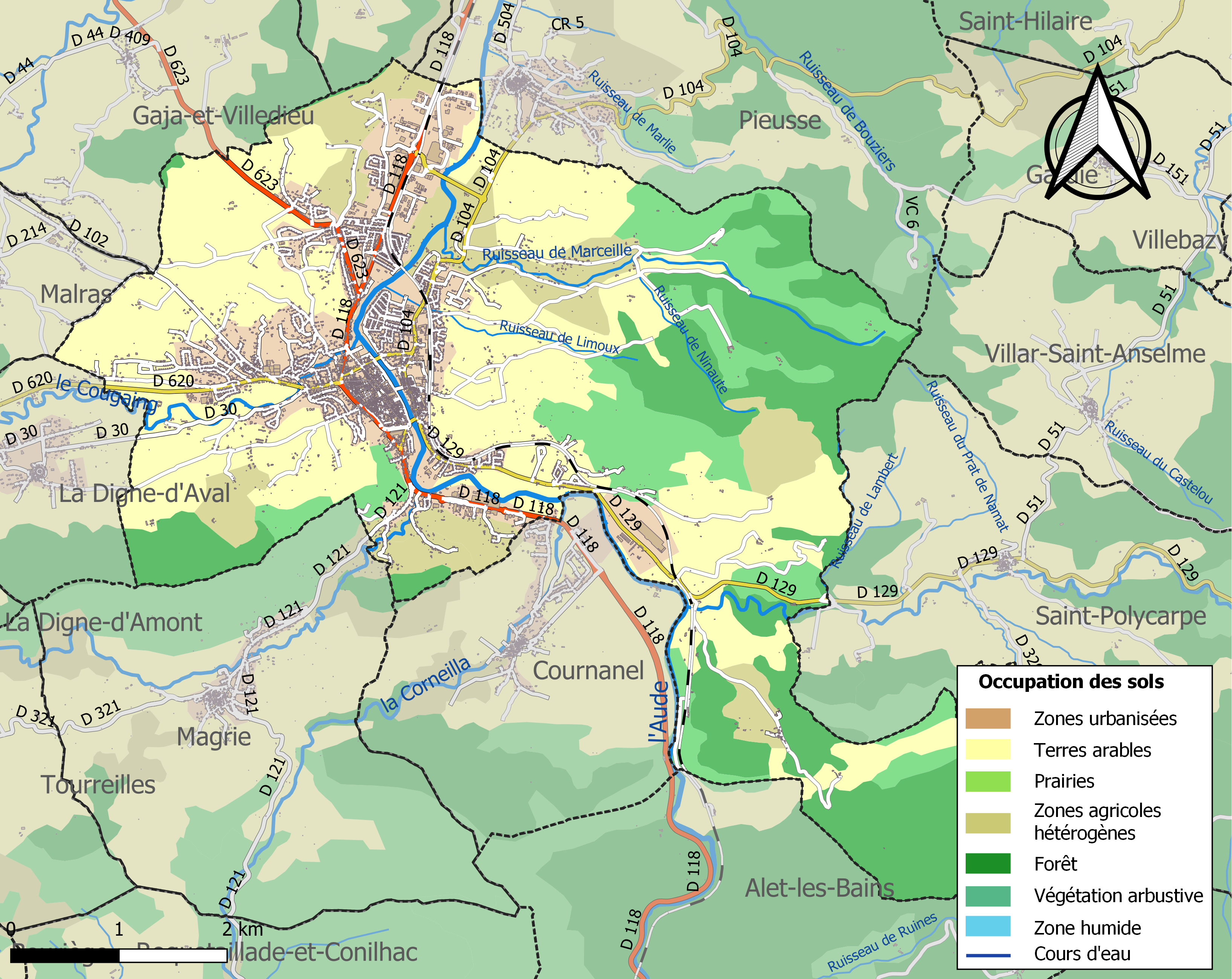
Carte des infrastructures et de l'occupation des sols de la commune en 2018 (CLC).

L'occupation des sols de la commune, telle qu'elle ressort de la base de données européenne d’occupation biophysique des sols Corine Land Cover (CLC), est marquée par l'importance des territoires agricoles (48,6 % en 2018), en diminution par rapport à 1990 (56,9 %). La répartition détaillée en 2018 est la suivante : cultures permanentes (37,2 %), forêts (23,2 %), milieux à végétation arbustive et/ou herbacée (12,8 %), zones urbanisées (11,9 %), zones agricoles hétérogènes (11,3 %), zones industrielles ou commerciales et réseaux de communication (3,5 %), terres arables (0,1 %). L'évolution de l’occupation des sols de la commune et de ses infrastructures peut être observée sur les différentes représentations cartographiques du territoire : la carte de Cassini (XVIIIe siècle), la carte d'état-major (1820-1866) et les cartes ou photos aériennes de l'IGN pour la période actuelle (1950 à aujourd'hui).

### Morphologie urbaine
Les deux rives du fleuve sont fortement urbanisées. Le noyau initial se situe entre le Pont-Vieux et l'église Saint-Martin sur la rive gauche. Puis les deux rives s'urbanisent au-delà des remparts initiaux, surtout entre 1260 et 1270 avec la construction du Pont-Neuf et de la place du marché.
Aujourd'hui, les rives du fleuve sont fortement urbanisées et les habitations sont construites sur les collines au milieu de la garrigue et des vignes. Au nord et au sud, à la sortie de la ville, des zones d'activités commerciales regroupent des centres commerciaux et quelques entreprises comme la zone industrielle des Pyrénées, la zone d'activité du Razès et Occitanie au nord et la zone industrielle de la route d'Alet et la zone d'activité de la plaine au sud.

### Le logement
Limoux comptait 3 934 logements en 1999 pour 9 411 habitants soit environ 2,4 personnes par habitation. Les constructions neuves sont peu présentes et le parc immobilier est assez ancien puisque 75 % des résidences principales ont été construites avant 1974. Les constructions antérieures à 1949 représentent même 37 % du parc.
88,9 % des logements sont des résidences principales, réparties à 73,2 % en maisons individuelles et à 26,8 % en appartements (respectivement 59,1 % et 40,9 % dans la région). 54,4 % des habitants sont propriétaires de leur logement, contre 41,7 % qui ne sont que locataires (respectivement 56,8 % et 37,6 % dans la région),.
À noter qu’avec 233 logements HLM, soit 5,9 % du parc en 1999 (9,6 % dans la région), la ville ne respecte pas les dispositions de l’article 55 de la loi solidarité et renouvellement urbain (SRU) de décembre 2000 fixant à 20 % le taux minimum de logements sociaux pour les communes les plus importantes. On peut noter en outre que le nombre de logements vacants était assez important en 1999 avec 8,3 % du parc contre seulement 7,7 % dans la région.
La plupart des habitations possèdent 4 pièces (70,3 %), ou 3 pièces (18,4 %), puis 2 pièces (8,4 %). Les petits logements restent très peu nombreux (studios : 2,9 %). La ville possède par conséquent des logements de taille importante du fait de l'espace immobilier non restreint, permettant de grandes constructions, et du fait de la faible demande en petits logements,. Enfin il faut préciser que ces logements sont bien dotés puisque 81,7 % ont le chauffage central et 62,7 % possèdent un garage, box ou parking (respectivement 76,5 % et 61,7 % pour la région).

### Projets d'aménagement
Une station d'épuration est en cours de construction au nord de Limoux pour un coût de 10 millions d'euros. Elle permettra de traiter les eaux usées de quelque 28 000 habitants.

### Voies de communication et transport

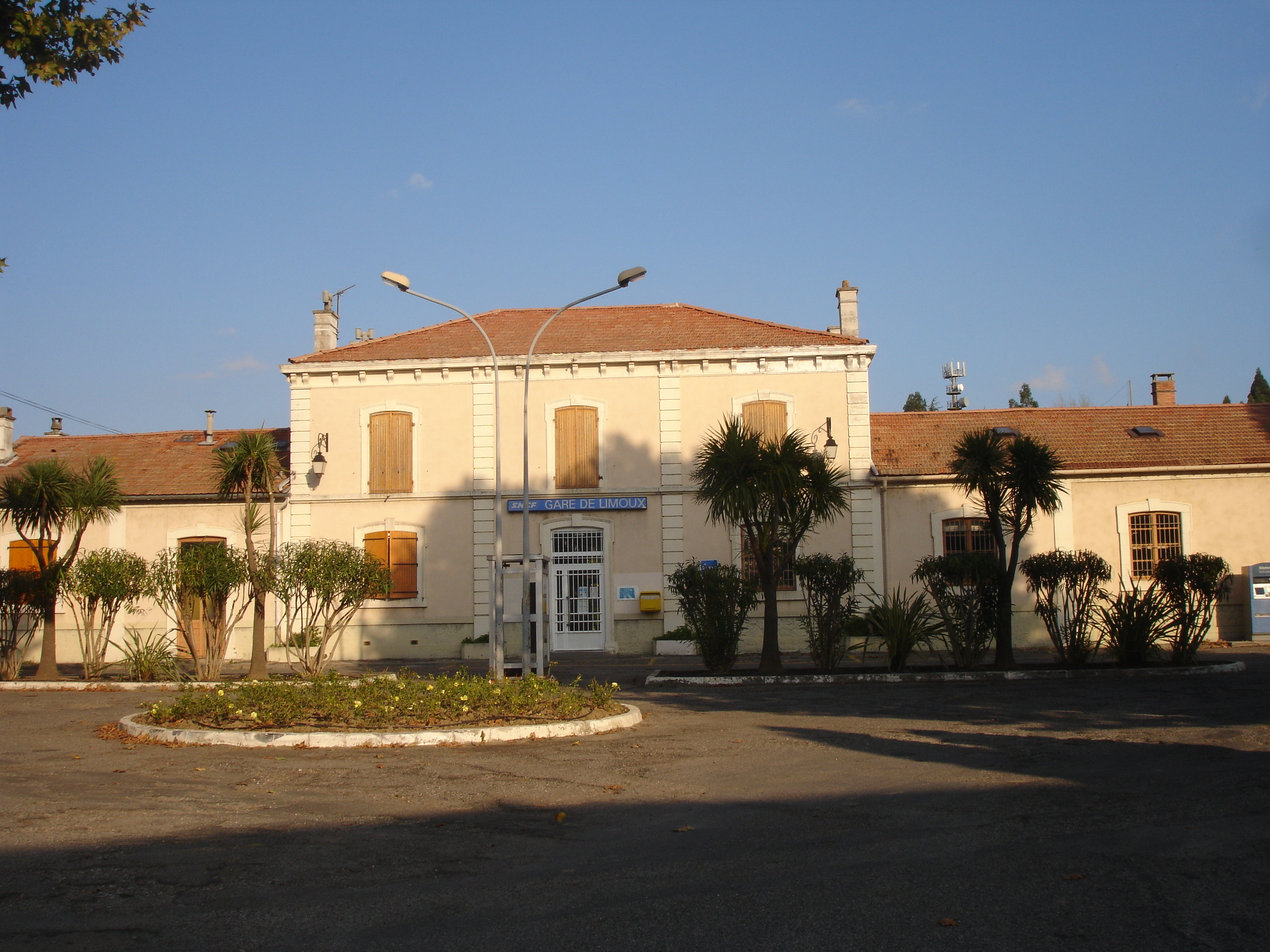
Gare ferroviaire de Limoux.

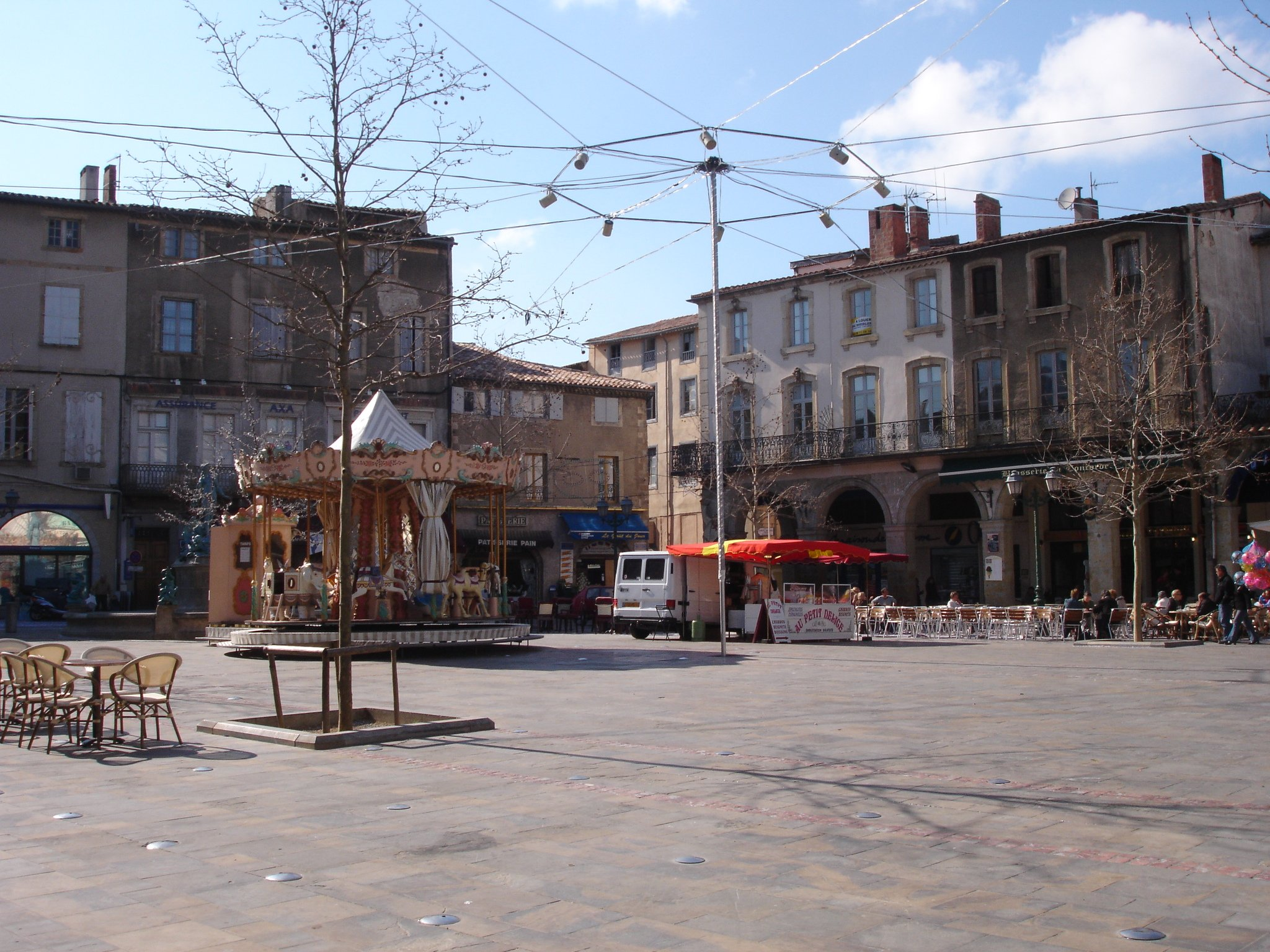
Place de la République.

Limoux est située sur la route départementale 118 reliant Mazamet à Quillan en passant par Carcassonne et orientée nord-sud, prolongée par la départementale 117 en direction de Perpignan. Cette route a été déclassée en départementale dans les années 1970 après avoir été nommée route nationale 118. Elle reliait Albi à Mont-Louis via Castres, Mazamet, Carcassonne, Limoux et Quillan. La départementale est désormais en cours d'aménagement à deux fois deux voies comme à Cépie au nord de Limoux, car c'est un axe majeur qui permet de desservir la haute vallée de l'Aude. Au nord-ouest, la départementale 623 permet de rejoindre Castelnaudary. Enfin, la départementale 620, un axe moins important, rejoint à l'ouest Chalabre, et Mirepoix par le biais de la départementale 626 qui démarre à cinq kilomètres, et permet ainsi de se rendre à Foix par la première, à Pamiers par la seconde.
Limoux est desservie par le train : gare de Limoux et halte de Limoux-Flassian sur la ligne SNCF ligne Carcassonne - Rivesaltes. Cette  ligne rejoignait autrefois Lapradelle-Puilaurens mais a été fermée à la circulation en 1939 à partir de Quillan. La partie Carcassonne-Quillan a souvent aussi été menacée de fermeture dans les années 1970 pour cause de rentabilité. Cependant, son état s'est amélioré grâce à la mise en circulation d'un TER de dernière génération. En 2007, six aller-retours quotidiens entre Carcassonne et Limoux étaient proposés au public. La gare de Limoux est située à l'est de la ville.
Une liaison quotidienne d'autocar entre Carcassonne et Limoux complète la ligne de chemin de fer. Aucun aéroport n'existe à Limoux, l'aéroport de Carcassonne en Pays Cathare de Carcassonne est le plus proche.

### Risques majeurs
Le territoire de la commune de Limoux est vulnérable à différents aléas naturels : météorologiques (tempête, orage, neige, grand froid, canicule ou sécheresse), inondations, feux de forêts et séisme (sismicité faible). Il est également exposé à deux risques technologiques, le transport de matières dangereuses et la rupture d'un barrage, et à un risque particulier : le risque de radon. Un site publié par le BRGM permet d'évaluer simplement et rapidement les risques d'un bien localisé soit par son adresse soit par le numéro de sa parcelle.

#### Risques naturels
Certaines parties du territoire communal sont susceptibles d’être affectées par le risque d’inondation par débordement de cours d'eau, notamment le ruisseau de Saint-Polycarpe, l'Aude, le Cougaing et le ruisseau des Langagnous. La commune a été reconnue en état de catastrophe naturelle au titre des dommages causés par les inondations et coulées de boue survenues en 1982, 1987, 1990, 1992, 1996, 2001, 2009, 2018, 2019, 2020 et 2021,.

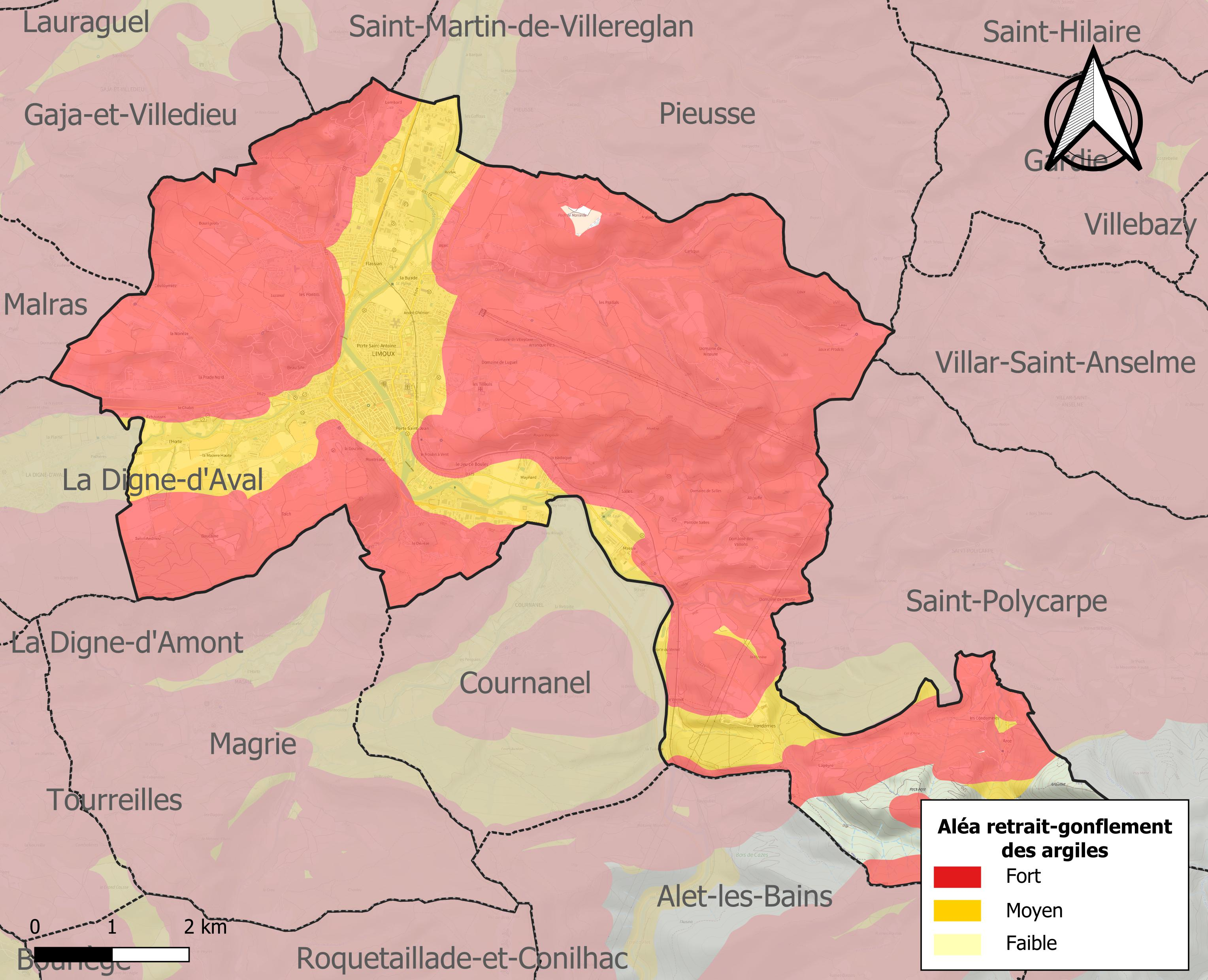
Carte des zones d'aléa retrait-gonflement des sols argileux de Limoux.

Le retrait-gonflement des sols argileux est susceptible d'engendrer des dommages importants aux bâtiments en cas d’alternance de périodes de sécheresse et de pluie. 93,3 % de la superficie communale est en aléa moyen ou fort (75,2 % au niveau départemental et 48,5 % au niveau national). Sur les 3 916 bâtiments dénombrés sur la commune en 2019, 3916 sont en aléa moyen ou fort, soit 100 %, à comparer aux 94 % au niveau départemental et 54 % au niveau national. Une cartographie de l'exposition du territoire national au retrait gonflement des sols argileux est disponible sur le site du BRGM,.

#### Risques technologiques
Le risque de transport de matières dangereuses sur la commune est lié à sa traversée par une route à fort trafic. Un accident se produisant sur une telle infrastructure est en effet susceptible d’avoir des effets graves au bâti ou aux personnes jusqu’à 350 m, selon la nature du matériau transporté. Des dispositions d’urbanisme peuvent être préconisées en conséquence.
La commune est en outre située en aval des barrages de Matemale et de Puyvalador, deux ouvrages de classe A, situés dans le département des Pyrénées-Orientales. À ce titre elle est susceptible d’être touchée par l’onde de submersion consécutive à la rupture d'un de ces ouvrages.

#### Risque particulier
Dans plusieurs parties du territoire national, le radon, accumulé dans certains logements ou autres locaux, peut constituer une source significative d’exposition de la population aux rayonnements ionisants. Certaines communes du département sont concernées par le risque radon à un niveau plus ou moins élevé. Selon la classification de 2018, la commune de Limoux est classée en zone 2, à savoir zone à potentiel radon faible mais sur lesquelles des facteurs géologiques particuliers peuvent faciliter le transfert du radon vers les bâtiments.

## Toponymie
Attestée sous les formes Limosus en 844, de Limos en 1321.
De l'adjectif latin limosus qui signifie "boueux", "bourbeux" apparenté au limon.
Limoux était donc un lieu caractérisé par son caractère bourbeux.

## Histoire

### Origines
La ville de Limoux est occupée depuis le néolithique. Le menhir de la Pierre Droite est un vestige qui atteste de cette occupation précoce.
Primitivement fondée sur la colline de Flassian, la ville migra jusqu'en bordure de l'Aude. C'est d'ailleurs la réunion de ces deux habitats, Flacianum et Limosus, qui, selon toute vraisemblance, est à l'origine de la fondation au VIIIe siècle de la ville de Limoux. L'agglomération se développa autour de son église.
En 844, une charte de Charles le Chauve attribue la ville à l'abbaye de Saint-Hilaire. Il s'agit là de la première mention de la ville de Limoux. Limoux appartient alors à l'archevêque de Narbonne. Puis, au Xe siècle, la ville dépend du comte du Razès qui y exerce les droits régaliens. Elle devient ensuite le chef-lieu de la vicomté du Razès, désormais gouvernée par la succession des vicomtes du Razès. Elle prospère rapidement grâce au commerce des draps et du cuir et surtout grâce à la protection des vicomtes de Carcassonne. C'est par le mariage de Raimond-Bernard Trencavel, vicomte d’Albi et de Nîmes avec Emrengarde, vicomtesse de Carcassonne, de Razès, de Béziers et d’Agde, que les deux vicomtés sont, à partir de Bernard Aton IV Trencavel leur fils, possession de la puissante maison Trencavel.

### Époque féodale et catharisme
Mais Limoux et ses environs se situent alors en plein cœur du catharisme et la place est prise sans aucune résistance au XIIIe siècle par Simon IV de Montfort lors de la croisade contre les Albigeois. Les fortifications sont dès lors détruites. La ville est donnée en fief à son lieutenant Lambert de Croissy (de la Maison de Montmorency, branche de Marly) qui devient ainsi Lambert de Limoux. La ville ne lui est pas fidèle et en 1221, elle se laisse prendre par le comte de Foix Raimond-Roger. Les fortifications sont remises en place et les Cathares reprennent les lieux redevenus tranquilles. En 1225, le village de Pieusse tout proche accueille un concile cathare dont le but est de réorganiser la communauté cathare du Razès. Benoît de Termes devient leur chef spirituel. En 1226 commence la "guerre de Limoux" qui marque la résistance de la ville soutenue par Raimond II Trencavel et Roger-Bernard II de Foix face aux troupes de Louis VIII. Capitale des faydits révoltés en 1240 sous les ordres du dernier des Trencavel, elle vit sa forteresse rasée. Puis, la seigneurie est acquise par le roi de France et Limoux est annexée par la couronne de France entre 1296 et 1376. En 1317 est créé le diocèse de Limoux qui est supprimé l'année suivante.
Jusqu'au XIVe siècle, le catharisme est toujours présent dans Limoux et représente environ 15 % de la population. En 1249, plusieurs centaines d'habitants sont pendus, condamnés pour hérésie.

### DuXIVeauXVIIIesiècle

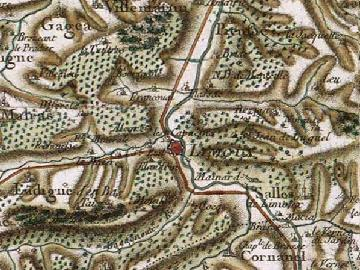
Carte de Cassini de Limoux vers 1780.

Au XIVe siècle, La ville devient prospère grâce aux institutions municipales qui prônent le « profit et l'utilité de la chose publique » et grâce à l'industrie drapière. La rive droite de l'Aude est un quartier de tanneurs appelé « Blanquerie ».
Cependant, en 1348, la peste noire venue d'Italie sévit à Limoux. En 1355, le Prince de Galles dit le Prince Noir pille la ville. Il revendiquait la France en héritage. Limoux est le chef-lieu d'une viguerie depuis 1319 et des fortifications sont dès lors mises en place.
Au XVIe siècle, les catholiques et les calvinistes s'opposent ; ce conflit dégénère en 30 ans de guerre civile qui anéantit à nouveau l'industrie. La ville est assiégée et dévastée par les catholiques de Jean de Lévis en 1562.
Au XVIIe siècle, Limoux est de nouveau touchée par la peste qui fait plus de 3 000 victimes. En 1642, grâce à la fidélité de ses habitants, Louis XIII établit un sénéchal et un siège présidial. La ville jouit alors d'une institution, source principale de son aisance[pourquoi ?].
Au XVIIIe siècle, les institutions municipales évoluent pour servir de base au système municipal avec l'édit de 1771 voulu par le garde des sceaux Maupeou. L'industrie devient à nouveau florissante et le commerce avec l'Espagne se développe. Durant la Révolution française, aucune violence ne vient troubler l'établissement des lois nouvelles qui mènent Limoux vers un plus haut degré de prospérité.

### DuXIXesiècleà aujourd'hui

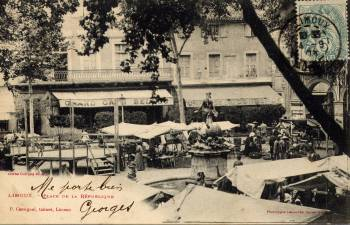
Place de la République.

Au XIXe siècle, l'industrie drapière décline peu à peu, mais elle est remplacée en importance par l'industrie de la chaussure et les activités liées à la vigne.
Le 3 mars 1840, l'entrepôt de poudres et de munitions explose et fait sauter la porte de la Trinité. Le 23 avril 1848, le suffrage universel est instauré. En 1854, le choléra décime la population de Limoux et provoque la mort de cent cinquante et une personnes. Le 11 novembre 1860, la compagnie des sapeurs pompiers de Limoux est créée. En 1891, une crue historique cause la mort de sept personnes et de nombreux blessés. Le niveau catastrophique des eaux atteint 7 mètres 20 à Limoux.
En 1907, les viticulteurs limouxins participent à la révolte des vignerons à Carcassonne puis à Montpellier. Le 19 août 1944, la ville est libérée des troupes d'occupation allemandes qui occupaient la ville depuis le 28 novembre 1942. Le 26 février 1960, le général de Gaulle, chef de l'État, vient à Limoux faire proclamer sa politique algérienne. Le 1er février 1965, Limoux fusionne avec le village voisin de Vendémies,.

## Politique et administration

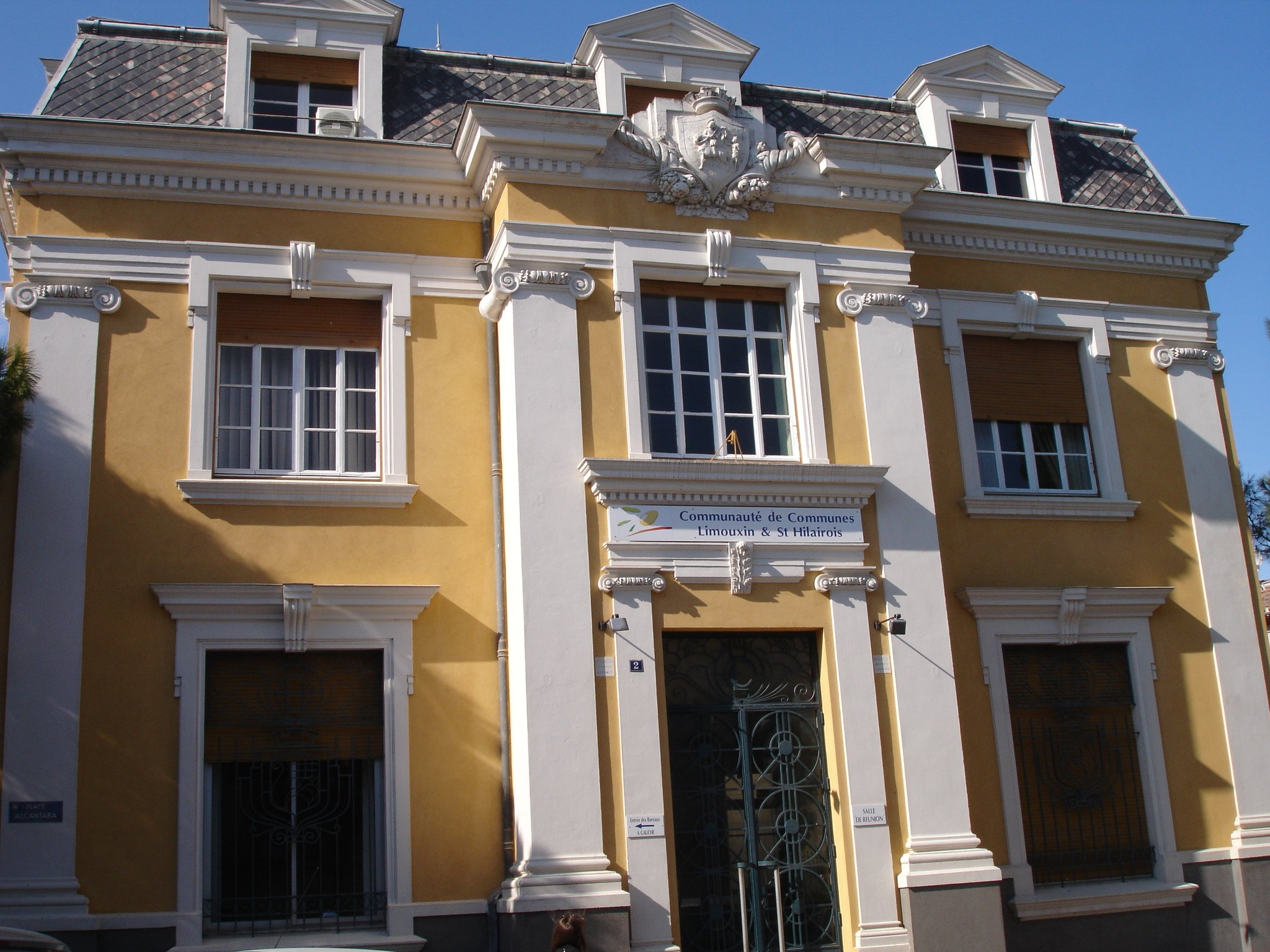
Maison de la communauté de communes du Limouxin et du Saint-Hilairois située à Limoux.

Carte des arrondissements de l'Aude avec celui de Limoux au sud.

Limoux est une sous-préfecture de l'Aude. Elle possède une gendarmerie. Limoux fait partie de la communauté de communes du Limouxin et du Saint-Hilairois.

### Tendances politiques et résultats
À l'élection présidentielle de 2002, le premier tour a vu arriver en tête Lionel Jospin avec 25,41 %, suivi de Jean-Marie Le Pen avec 19,12 %, puis de Jacques Chirac avec 15,16 % et enfin Jean-Pierre Chevènement avec 5,23 %, aucun autre candidat ne dépassant le seuil des 5 %. Au second tour, les électeurs ont voté à 80,36 % pour Jacques Chirac contre 19,64 % pour Jean-Marie Le Pen avec un taux d’abstention de 19,14 %, résultat assez proche des tendances nationales (respectivement 82,21 % et 17,79 % ; abstention 20,29 %) avec cependant deux points supplémentaires pour Jean-Marie Le Pen.
Au référendum sur le traité constitutionnel pour l’Europe du 29 mai 2005, les Limouxins ont largement voté contre la Constitution Européenne, avec 63,27 % de Non contre 36,73 % de Oui, pour un taux d’abstention de 30,01 % (France entière : Non à 54,67 % ; Oui à 45,33 %). Ces chiffres sont assez conformes à la tendance départementale de l'Aude (Non à 64,62 % ; Oui à 35,38 %) démontrant le caractère peu privilégié des habitants qui sont ruraux, l'électorat ayant choisi le vote positif étant, selon les analystes politiques, le fait d'une population plus privilégiée économiquement et d'un plus haut niveau d'éducation que la moyenne des Français[réf. nécessaire].
À l’élection présidentielle de 2007, le premier tour a vu se démarquer en tête Ségolène Royal avec 34,13 %, suivi par Nicolas Sarkozy avec 26,61 %, François Bayrou avec 13,37 %, Jean-Marie Le Pen avec 11,19 %, puis Olivier Besancenot avec 4,37 %, et enfin Marie-George Buffet avec 2,15 %, aucun autre candidat ne dépassant le seuil des 2 %. Le second tour a vu arriver en tête Ségolène Royal avec 53,87 % (résultat national : 46,94 %) contre 46,13 % pour Nicolas Sarkozy (national : 53,06 %).
À l’élection présidentielle de 2012, le premier tour a vu se démarquer François Hollande avec 33,67 %, suivi par Nicolas Sarkozy avec 22,20 %, Marine Le Pen avec 19,97 % et Jean-Luc Mélenchon avec 12,30 %.

### Politique de développement durable
La commune a engagé une politique de développement durable en lançant une démarche d'Agenda 21 en 2012.

### Fiscalité
Les quatre taxes de 2006 furent votées par le conseil municipal de Limoux pour des taux de : 12,84 % pour la taxe d'habitation, 33,17 % pour la taxe foncière bâti, 88,74 % pour la taxe foncière non bâti, et 19,98 % pour la taxe professionnelle.
Cette fiscalité est très supérieure à la moyenne départementale mais équivalente à celle des communes de population équivalente. Ces taux sont à titre de comparaison et respectivement de 9,43 %, 21,17 %, 54,93 %  et 14,68 % pour le département ; 15,23 %, 39,82 %, 107,99 % et 21,33 % pour Carcassonne la préfecture de l'Aude ; 12,61 %, 33,66 %, 93,24 % et 17,53 % pour Castelnaudary.
La taux de la fiscalité directe locale est de 12,84 % en 2006 ce qui est là aussi supérieur au taux départemental qui est de 9,43 %.
Le taux de la taxe d’habitation de 12,84 % en 2003 et 12,84 % 2006 n'a pas bougé depuis plusieurs années, ce qui traduit une volonté municipale de maintenir la fiscalité telle quelle. Contrairement à Castelnaudary qui a réussi à baisser ces taux entre 2003 et 2006, notamment avec 18,48 % en 2003 et 12,46 % en 2006 pour la taxe d'habitation.

### Enseignement

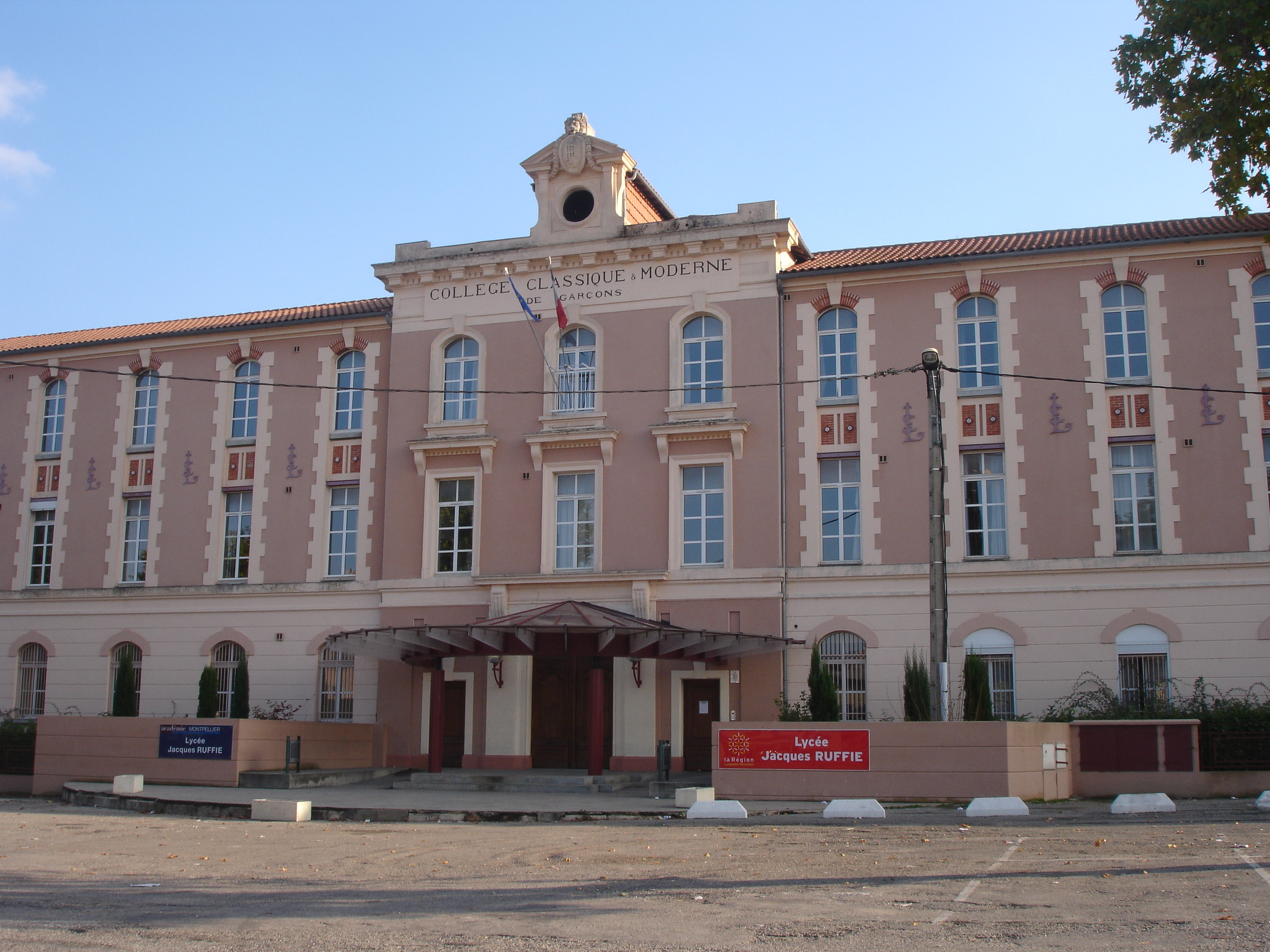
Le lycée Jacques-Ruffié de Limoux sur l'esplanade François-Mitterrand.

L'enseignement primaire de Limoux est constitué de 7 écoles maternelles et primaires publiques et une école primaire privée. Pour l'enseignement secondaire, la ville possède un collège public (collège Joseph-Delteil) et un collège privé (Institut Saint-Joseph-de-Cluny) ainsi qu'un lycée polyvalent public (lycée Jacques-Ruffié). Limoux ne possède aucun établissement d'enseignement supérieur, mais le lycée Jacques-Ruffié propose depuis 1997 une section d'enseignement supérieur avec un BTS assistant de gestion des PME et PMI.

### Santé
Les infrastructures médicales et sociales sont au nombre de quatre avec l'ASM (Association audoise sociale et médicale), un centre L.-Cassan, deux hôpitaux (hôpital local Limoux-Quillan et hôpital de jour de Limoux), une clinique (clinique des Tilleuls), une maison de santé médicale et la polyclinique Aragou. Carcassonne reste le pôle de santé le plus important du département. Limoux ne possède plus de maternité. Le secteur médico-social est représenté par l'AFDAIM - UDAPEI qui accompagne les personnes handicapées avec la présence à Limoux pour le secteur enfant d'un institut médico-éducatif (IME les Hirondelles) et pour le secteur adulte un ESAT (ESAT l'Envol) et un foyer pour adultes avec quelques places de SAJ (foyer les Hirondelles).

## Démographie
| 1793  | 1800  | 1806  | 1821  | 1831  | 1836  | 1841  | 1846  | 1851  |
| ----- | ----- | ----- | ----- | ----- | ----- | ----- | ----- | ----- |
| 5 100 | 5 142 | 5 723 | 5 915 | 6 247 | 7 105 | 7 417 | 7 444 | 7 776 |

| 1856  | 1861  | 1866  | 1872  | 1876  | 1881  | 1886  | 1891  | 1896  |
| ----- | ----- | ----- | ----- | ----- | ----- | ----- | ----- | ----- |
| 6 835 | 6 937 | 6 770 | 5 897 | 6 661 | 6 283 | 6 810 | 6 371 | 6 684 |

| 1901  | 1906  | 1911  | 1921  | 1926  | 1931  | 1936  | 1946  | 1954  |
| ----- | ----- | ----- | ----- | ----- | ----- | ----- | ----- | ----- |
| 7 084 | 7 223 | 7 010 | 6 640 | 7 639 | 7 797 | 8 193 | 7 587 | 8 334 |

| 1962  | 1968   | 1975   | 1982   | 1990  | 1999  | 2006  | 2011   | 2016   |
| ----- | ------ | ------ | ------ | ----- | ----- | ----- | ------ | ------ |
| 9 603 | 10 824 | 11 101 | 10 206 | 9 665 | 9 411 | 9 680 | 10 155 | 10 098 |

| 2021   | 2022   | - | - | - | - | - | - | - |
| ------ | ------ | - | - | - | - | - | - | - |
| 10 302 | 10 339 | - | - | - | - | - | - | - |

| selon la population municipale des années : | 1968 | 1975 | 1982 | 1990 | 1999 | 2006 | 2009 | 2013 |
| Rang de la commune dans le département      | 3    | 3    | 4    | 4    | 4    | 4    | 5    | 5    |
| Nombre de communes du département           | 439  | 436  | 435  | 437  | 438  | 438  | 438  | 438  |

La ville de Limoux comptait 10 130 habitants au dernier recensement de l'Insee en 2010 ce qui la place au 904e rang national. Limoux est la cinquième ville la plus peuplée de l'Aude après Narbonne, Carcassonne, Castelnaudary et Lézignan-Corbières. La densité de la commune est de 290 hab./km2. C'est une commune peu densément peuplée par rapport à Carcassonne (675 hab./km2) ou Trèbes (336 hab/km2). Mais cette densité est largement inférieure à celle de villes comme Toulouse (3 299 hab./km2), Montpellier (3 965 hab/km2) ou Perpignan (1 544 hab./km2). C'est la quatrième aire urbaine du département avec 15 160 habitants couvrant 20 communes après Carcassonne (82 577 hab), Narbonne (70 750 hab.) et Castelnaudary (19 079 hab).
La ville suit exactement les mêmes tendances que la région Languedoc-Roussillon. Les parts des 30-44 ans et des 45-59 ans sont les plus représentées avec 19,8 % et 19,3 % en 1999 (respectivement : 20,9 et 19,1 % pour la région). Les personnes âgées sont peu représentées avec 10,5 % en 1999 comme dans le reste de la région (7,5 %),.

## Cultes
À Limoux, les habitants portent une admiration particulière au dit « triangle divin » : la blanquette, le carnaval et le Rugby à XIII.
En effet, la cité blanquetière, comme on la surnomme, dispose d’un carnaval de trois mois (le plus long du monde), durant lesquels petits et grands (de 7 à 77 ans) sortent masqués pour inonder la ville de confettis et se noircir allègrement.
Les Limouxins et Limouxines ne ratent également jamais un rendez-vous des « Grizzlies » (double champion de France 2016 et 2017) dans leur magnifique stade de l’Aiguille pouvant accueillir jusqu’à 6000 spectateurs.

## Économie

### Revenus
En 2018, la commune compte 4 483 ménages fiscaux, regroupant 9 040 personnes. La médiane du revenu disponible par unité de consommation est de 18 950 € (19 240 € dans le département). 37 % des ménages fiscaux sont imposés (39,9 % dans le département).

### Emploi
|                | 2008   | 2013   | 2018   |
| -------------- | ------ | ------ | ------ |
| Commune        | 10,2 % | 13,6 % | 12,7 % |
| Département    | 10,2 % | 12,8 % | 12,6 % |
| France entière | 8,3 %  | 10 %   | 10 %   |

En 2018, la population âgée de 15 à 64 ans s'élève à 5 696 personnes, parmi lesquelles on compte 68,1 % d'actifs (55,5 % ayant un emploi et 12,7 % de chômeurs) et 31,9 % d'inactifs,. Depuis 2008, le taux de chômage communal (au sens du recensement) des 15-64 ans est supérieur à celui de la France et du département.
La commune est la commune-centre de l'aire d'attraction de Limoux,. Elle compte 5 511 emplois en 2018, contre 5 593 en 2013 et 5 485 en 2008. Le nombre d'actifs ayant un emploi résidant dans la commune est de 3 219, soit un indicateur de concentration d'emploi de 171,2 % et un taux d'activité parmi les 15 ans ou plus de 45,6 %.
Sur ces 3 219 actifs de 15 ans ou plus ayant un emploi, 2 207 travaillent dans la commune, soit 69 % des habitants. Pour se rendre au travail, 79,3 % des habitants utilisent un véhicule personnel ou de fonction à quatre roues, 1,1 % les transports en commun, 14,4 % s'y rendent en deux-roues, à vélo ou à pied et 5,3 % n'ont pas besoin de transport (travail au domicile).

### Activités hors agriculture

#### Secteurs d'activités
1 063 établissements sont implantés  à Limoux au 31 décembre 2019. Le tableau ci-dessous en détaille le nombre par secteur d'activité et compare les ratios avec ceux du département,.
| Secteur d'activité                                                                                        | Commune | Commune | Département |
| Secteur d'activité                                                                                        | Nombre  | %       | %           |
| --- | ------- | ------- | ----------- |
| Ensemble                                                                                                  | 1 063   | 100 %   | (100 %)     |
| Industrie manufacturière, industries extractives et autres                                                | 80      | 7,5 %   | (8,8 %)     |
| Construction                                                                                              | 123     | 11,6 %  | (14 %)      |
| Commerce de gros et de détail, transports, hébergement et restauration                                    | 342     | 32,2 %  | (32,3 %)    |
| Information et communication                                                                              | 21      | 2 %     | (1,6 %)     |
| Activités financières et d'assurance                                                                      | 41      | 3,9 %   | (2,7 %)     |
| Activités immobilières                                                                                    | 49      | 4,6 %   | (5,2 %)     |
| Activités spécialisées, scientifiques et techniques et activités de services administratifs et de soutien | 126     | 11,9 %  | (13,3 %)    |
| Administration publique, enseignement, santé humaine et action sociale                                    | 196     | 18,4 %  | (13,2 %)    |
| Autres activités de services                                                                              | 85      | 8 %     | (8,8 %)     |

Le secteur du commerce de gros et de détail, des transports, de l'hébergement et de la restauration est prépondérant sur la commune puisqu'il représente 32,2 % du nombre total d'établissements de la commune (342 sur les 1063 entreprises implantées  à Limoux), contre 32,3 % au niveau départemental.

#### Entreprises et commerces
Les principales entreprises de Limoux sont du secteur agroalimentaire. On note principalement en 2007, Limoux Distribution, la cave coopérative des vignerons du Sieur d'Arques  et la Cave Coopérative Anne de Joyeuses avec une très forte croissance à l'international.
Les cinq entreprises ayant leur siège social sur le territoire communal qui génèrent le plus de chiffre d'affaires en 2020 sont : 
- Limoux Distribution, hypermarchés (67 692 k€)
- Sieur d'arques, commerce de gros (commerce interentreprises) de boissons (33 096 k€)
- L'Oustal Anne de Joyeuses, commerce de gros (commerce interentreprises) de boissons (26 179 k€)
- Limoudis, supermarchés (14 135 k€)
- Société Formenty, commerce de voitures et de véhicules automobiles légers (12 765 k€)

Limoux possède une antenne de la Chambre de commerce et d'industrie de Carcassonne-Limoux-Castelnaudary.
Spécialisé dans la fabrication d'isolant alvéolaire, le groupe Actis compte deux usines et son siège social à Limoux.

### Agriculture

#### Zonage
La commune est dans la « Région viticole » de l'Aude, une petite région agricole occupant une grande partie centrale du département. En 2020, l'orientation technico-économique de l'agriculture  sur la commune est la viticulture.
|               | 1988  | 2000 | 2010 | 2020 |
| ------------- | ----- | ---- | ---- | ---- |
| Exploitations | 129   | 63   | 57   | 49   |
| SAU (ha)      | 1 008 | 751  | 827  | 793  |

#### Nombre d'exploitations
Le nombre d'exploitations agricoles en activité et ayant leur siège dans la commune est passé de 129 lors du recensement agricole de 1988  à 63 en 2000 puis à 57 en 2010 et enfin à 49 en 2020, soit une baisse de 62 % en 32 ans. Le même mouvement est observé à l'échelle du département qui a perdu pendant cette période 60 % de ses exploitations,. La surface agricole utilisée sur la commune a également diminué, passant de 1 008 ha en 1988 à 793 ha en 2020. Parallèlement la surface agricole utilisée moyenne par exploitation a augmenté, passant de 8 à 16 ha.

#### Le vignoble de Limoux

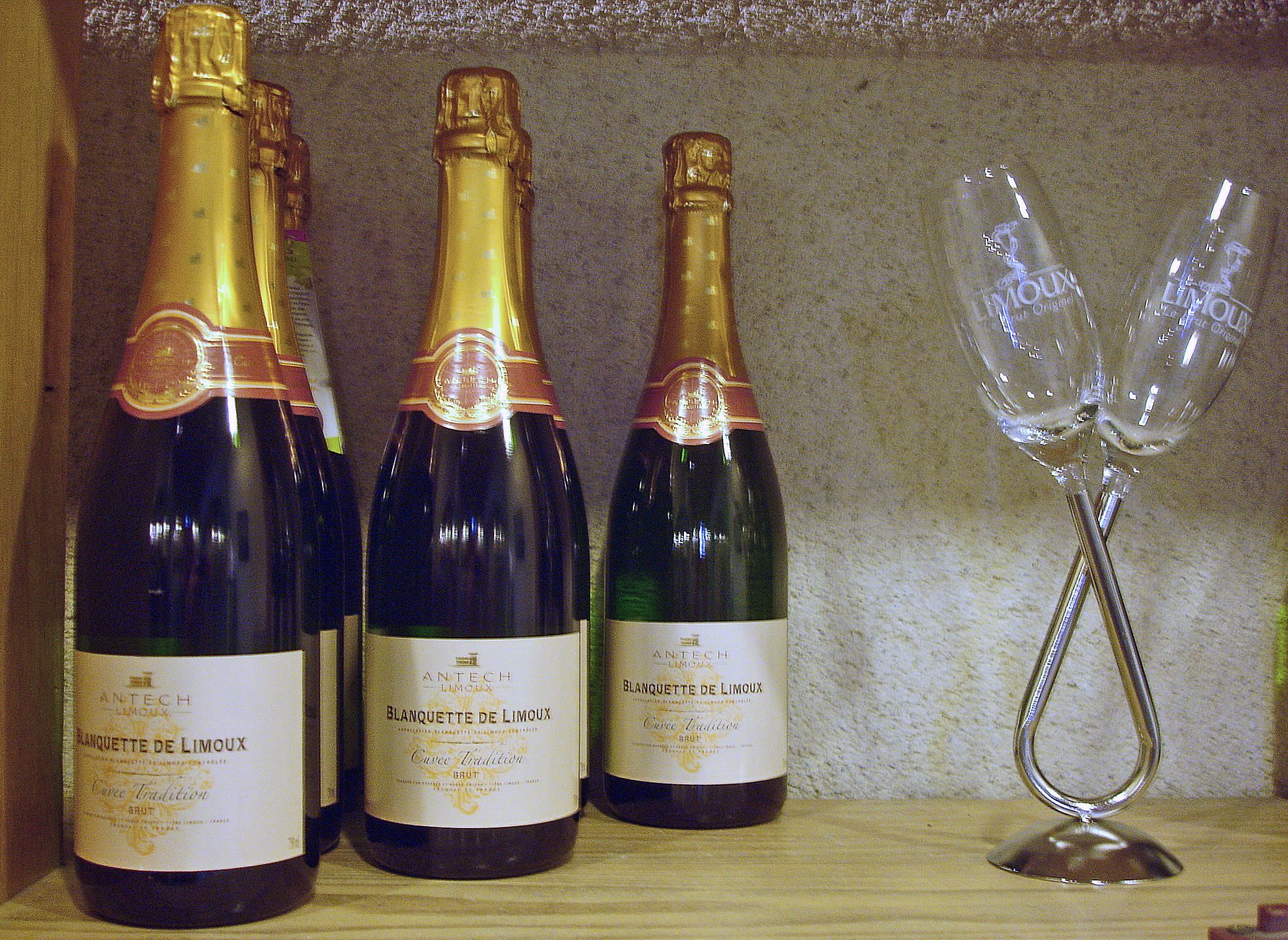
Bouteilles de blanquette de Limoux dans un magasin de vente de Limoux.

Le vignoble de Limoux est l'économie principale de la ville et de la région limouxine. 95 % de la production du vignoble est élaborée en blanquette de Limoux qui est AOP depuis 1938 et en crémant qui est AOP depuis 1990 et deux AOP Limoux Rouge et Limoux Blanc depuis 2004.
La blanquette de Limoux est un vin effervescent de renom du Languedoc, c'est un vin d'appellation d'origine protégée (A.O.P.). La blanquette de Limoux apparait pour la première fois dans une archive en 1544. Dès lors, ce vin blanc doux, peut-être pétillant, a une excellente réputation dans le royaume. La légende raconte que la propriété effervescente de ce vin aurait été découverte en par les moines de l'abbaye de Saint-Hilaire. L'historien Guillaume Catel, en 1632, décrit la blanquette de Limoux comme un "vin doux" et "délicieux" qui se consomme au commencement de l'année.
Plusieurs caves de Limoux produisent la blanquette et le crémant de Limoux, mais la plus importante est la cave coopérative des Vignerons du Sieur d’Arques. A côté des caves existe une production de vignerons indépendants. La part principale de la production se fait selon la méthode traditionnelle, mais une production en moindre quantité selon la méthode ancestrale, très appréciée des connaisseurs, s'est perpétuée jusqu'à nos jours.
Les Limoux Rouge et Limoux Blanc sont des vins tranquilles d'appellation d'origine protégée (A.O.P.).
L'AOP Limoux Blanc est élaboré avec du chardonnay, du mauzac ou du chenin, le mauzac devant représenter au minimum 15 % de l'encépagement. Les différents cépages se vinifient séparément.
L'AOP Limoux Rouge est élaboré avec 50 % minimum de merlot ; 30 % minimum de côt, syrah, grenache et 10 % maximum de carignan comme cépages principaux et 0 à 20 % de cabernet-franc et cabernet-sauvignon.
La cave Anne de Joyeuse créée en 1929 est le principal producteur. Cette structure coopérative la plus ancienne du Limouxin, regroupe aujourd'hui plus de 300 vignerons adhérents sur un vignoble de 3 000 hectares. Elle se distingue par sa démarche de viticulture raisonnée mobilisant les vignerons autour de sa marque Protect Planet (1re cave française certifiée Agriconfiance par BVQI).
Le vignoble limouxin est également célèbre de sa production de pinot noir sur les terres rouges de la Haute Vallée de l'Aude. Ces vins d'une grande qualité sont de plus en plus prisés des amateurs et œnophiles chevronnés.

## Culture

### Le Carnaval de Limoux
Chaque hiver, Limoux fête las fécos durant près de trois mois. Les festivités commencent environ douze semaines avant la fête religieuse catholique des Rameaux. Le dimanche précédant cette fête, les carnavaliers brûlent Monsieur Carnaval. Au son de la musique de compositions locales, les bandes sortent à tour de rôle durant le carnaval de Limoux. Il s'agit du carnaval le plus long du monde. Chaque week-end, le samedi et le dimanche, une ou plusieurs bandes défilent sur la place principale au son d'une musique particulière. La journée est divisée en trois temps : 11 h, 16 h 30 et 21 h 30. Chaque bande est habillée d'un costume traditionnel (souvent un dérivé du Pierrot de la comedia del arte) qui lui est propre. La matinée est réservée à un thème pris par exemple dans l'actualité ou les derniers événements locaux. Les membres des bandes développent ce thème en se déguisant. Le carnaval de Limoux est l'un des plus connus dans le monde, comme celui de Venise, de Bâle ou de Rio de Janeiro.

### Lieux et monuments
Peu de vestiges préhistoriques et antiques sont encore visibles sur la commune de Limoux. Seul le menhir « la Pierre Droite » sur la commune de la Peyrolles entre Arques et Rennes-les-Bains est une preuve de l'occupation préhistorique dans la région. Une villa gallo-romaine dans un quartier de Limoux à Flassian a permis de dater l'occupation romaine à Limoux. Cependant, quelques noms de rues caractéristiques méritent d'être soulignés, elles sont l'œuvre des corporations qui les ont baptisées : Bladerie (entrepôts de blé) ; Fusterie (charpentes) ; Carrasserie (qui amenait au port sur l'Aude ou amarrait les radeaux carrasses) ; Flassaderie (lieu où l'on fabriquait les couvertures de laine) ; Goutine (rue qui conduisait au grand fossé) ; Grammatique (grammatica, où on devenait lettré - écoles) ; Malcousinat (mal cuisiné, rue des restaurants, auberges) ; Mauconseil (mauvais conseil, rue d'hommes d'affaires) ; Oules (rue des potiers, olas) ; Blanquerie (blanchisserie, de draps, de tannerie, mégisserie) ; Toulzane (Tolosana, qui prend le chemin de Toulouse) ; sans oublier quelques noms de quartiers :l'Aragou (les habitants du Pech, alliés du roi d'Aragon pendant la croisade contre les Albigeois sont descendus dans le quartier de la Blanquerie devenu aragon, qu'on prononce Aragou en occitan) ; ou encore le Paradou (parador, moulin  à foulon), etc.

#### Architecture civile

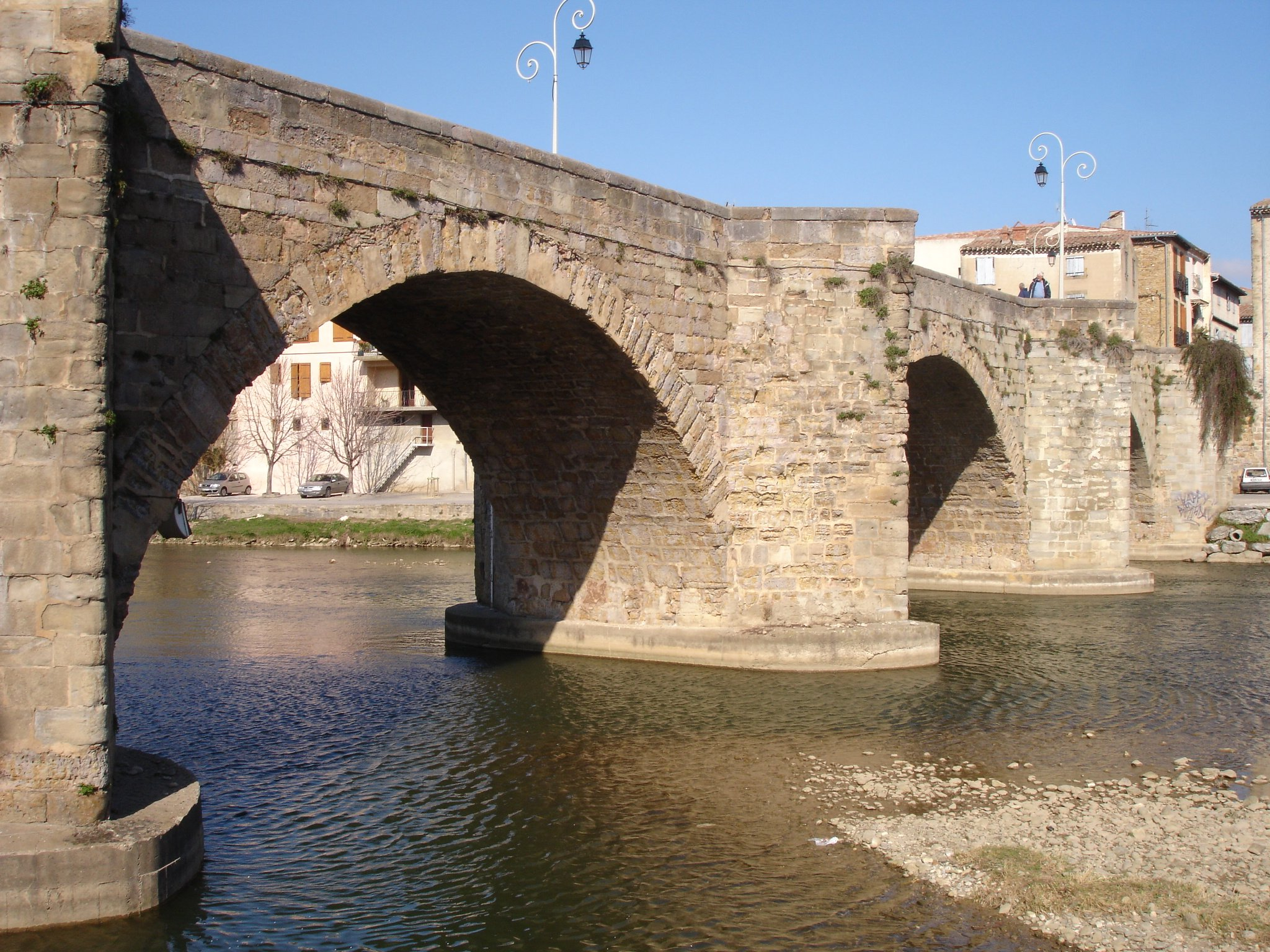
Pont-Neuf de Limoux.

La ville présente un ensemble architectural assez bien conservé. On y retrouve de beaux hôtels particuliers XVe, des vieilles maisons dont certaines datent de la Renaissance et des vieilles ruelles. On peut aussi voir un arc du portail sur rue et des façades et arceaux de la cour au 57 rue de la Blanquerie, des éléments de maisons, escalier et intérieur au 2 rue Saint-Victor et une façade sur rue et rampe d'escalier au 7 rue de la Trinité. Une maison du XVIIIe à pans de bois rue Jean-Jaurès est caractéristique de la ville. L'hôtel de Brasse possède un escalier intérieur, un salon avec gypseries et des papiers peints datant de la fin du XVIIIe siècle.
L'Aude est traversé par trois ponts. Le Pont-Neuf est un pont fortifié placé sur l'Aude en 1327. C'est un pont à becs angulaires avec six arches. Le Pont-Vieux a été reconstruit au XIXe siècle.
L'hôtel de ville est un bâtiment remarquable avec sa façade, ses balcons en fer forgé et sa rampe d'escalier. En centre-ville, la Place de la République est une place carrée couverte où se déroule le tour de fécos durant le Carnaval de Limoux. Elle date des XVe et XVIIIe siècles. Cette place est très pittoresque car elle est couverte avec des arcades sur trois côtés. Elle possède un vieux marché et des fontaines dont une contient les armes de Limoux.

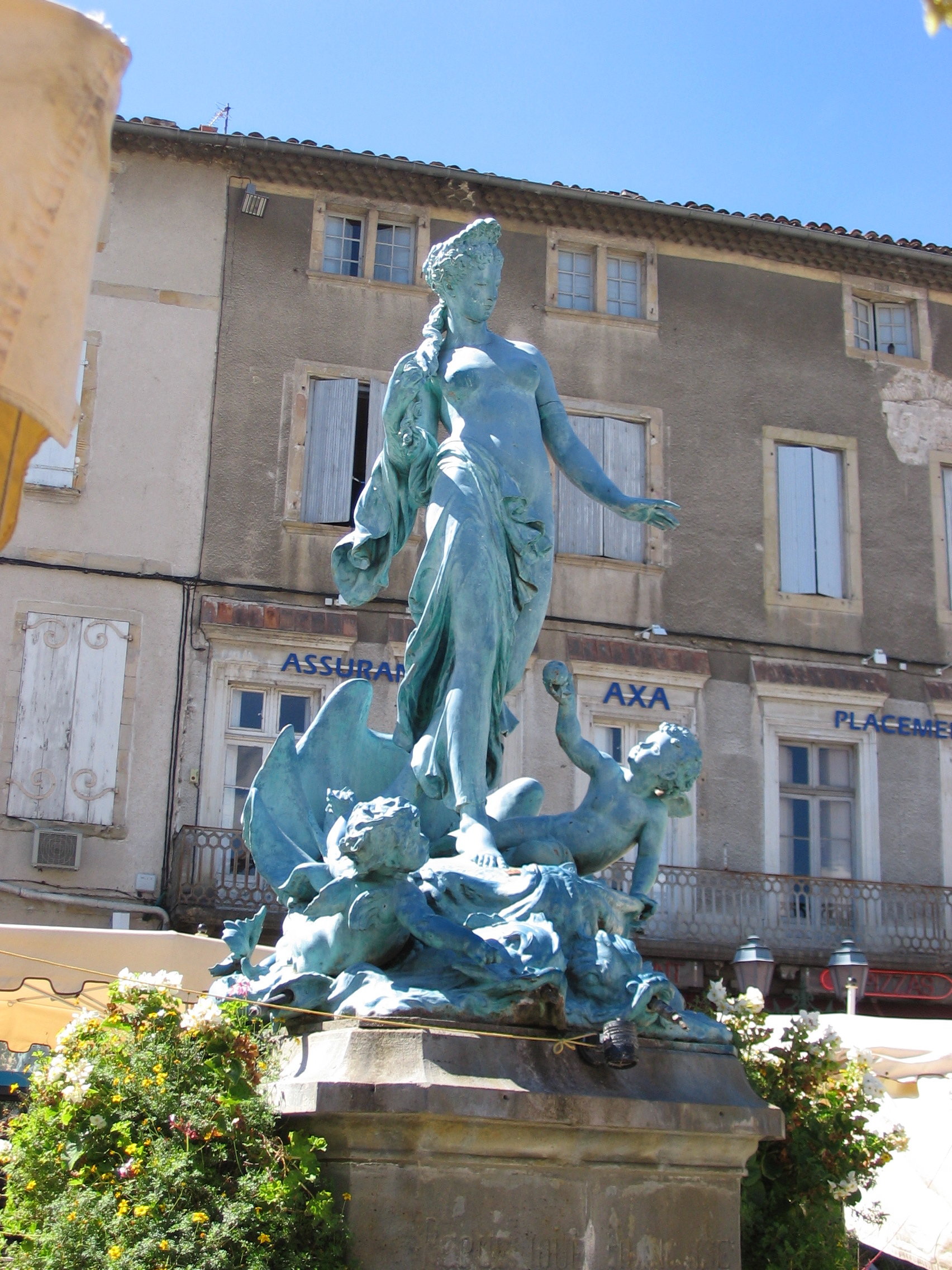
Fontaine, place de la République à Limoux.

Çà et là dans la ville se trouvent les restes des fortifications de la ville : porte de la Trinité, porte de la Toulzane, tour Lapasset du XIVe siècle. Un autre endroit pittoresque est le Tivoli ou promenade des Platanes qui est une large allée plantée de platanes. Enfin, la ville possède un monument commémoratif de la guerre de 1870-1871.
Le pont Neuf, le plan d'eau de l'Aude et ses abords sont inscrits au titre des sites naturels depuis 1942 et la place de la République depuis 1943..

#### Musées
Quelques musées tentent de conserver l'art et la mémoire de la région. Ainsi, le musée Petiet fondé en 1880 regroupe des salons décorés dans le style de la Belle Époque, et des peintures de 1900. Il est dédié à une peintre limouxine : Marie-Louise Petiet. Le musée du piano est un musée unique en France et regroupe une collection de pianos du XIXe siècle à nos jours. Ensuite, le Jardin aux Plantes parfumées de la Bouichère est un musée vivant, regroupant des plantes oubliées du temps des Cathares et de l'Antiquité, probablement le seul endroit où l'on peut voir le pommier 'Gosmaringer', dont les fruits étaient servis à la table de Charlemagne. C'est un jardin privé de 2 ha avec une partie médiévale, une roseraie, exotique, à l'anglaise et un verger. Et enfin, le musée des automates qui est installé dans une ancienne usine de cartonnages qui a été restauré. Lieu féerique s'il en est, ce musée vous transporte dans un monde irréel de couleurs et de figurines animées au sein desquelles le chat règne en maître. Nobles, chevaliers, comtesses, musiciens, animaux jouent leurs partitions et prennent vie.

#### Édifices religieux

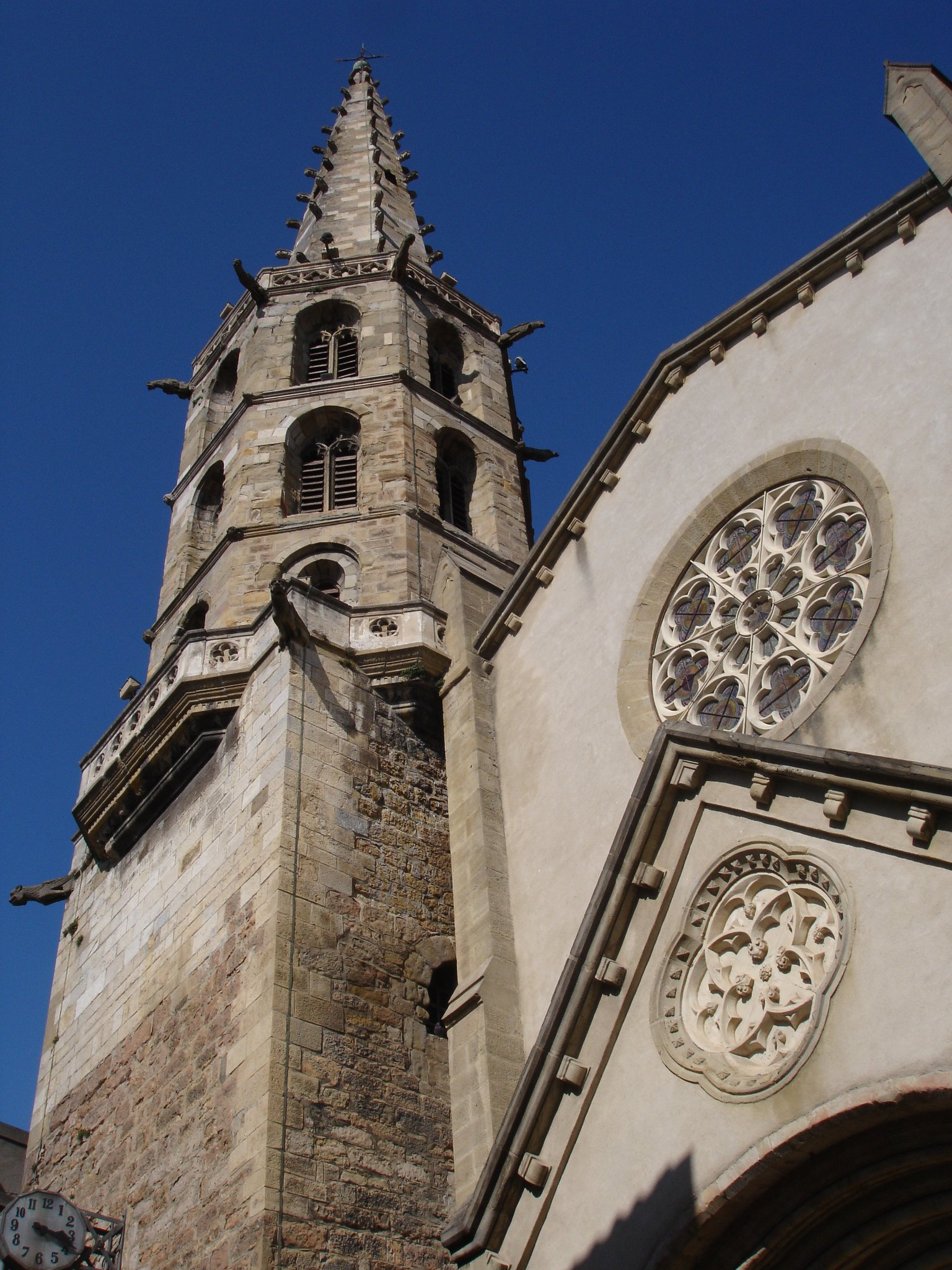
Église Saint-Martin.

Limoux possède deux églises catholiques dépendant de la paroisse Saint-Jean-XXIII-en-Razès (qui regroupe Limoux et une vingtaine d'églises des villages environnants) :
- L'église Saint-Martin[82] du XIIe siècle, citée dans un document dès 1120[83], a été remaniée au XIVe siècle et au XVe siècle. Elle est constituée d'une triple nef à 7 travées égales dont les 5 premières sont romanes, de chapiteaux romans sculptés et d'un clocher gothique sur bases anciennes. Elle a été restaurée au XIXe siècle (flèche du clocher, arcs et voûtes de la nef, clochetons). Elle contient une statue reliquaire de saint Martin en argent et vermeil du XVe siècle. L'église appartint à l'abbaye bénédictine de Saint-Hilaire (toute proche), puis passa après un long conflit aux dominicains de Prouille. Elle faillit être élevée au rang de cathédrale du diocèse de Limoux en 1317. La flèche fut reconstruite en 1777 après sa destruction par la foudre.
L'Église (à l'exception des parties restaurées au XIXe siècle (flèche du clocher, arcs et voûtes de la nef, clochetons Nord et Sud)) a été inscrite au titre des monuments historiques en 1948[84].
- La basilique Notre-Dame de Marceille, route Pieusse, citée dès 1137, dont l'édifice actuel remonte au XIVe siècle, est de type gothique languedocien et est le centre d'un pèlerinage ancien et très populaire dans la région. Elle contient une vierge noire du XIe siècle. Elle était le siège d'un prieuré uni au collège de Narbonne, à Paris.
L'édifice a été inscrit au titre des monuments historiques en 1948[85].
La basilique (chapelle) et ses abords sont inscrits au titre des sites naturels depuis 1943[86].
- L'église de la Miséricorde, ancienne chapelle des Augustins, rue des Augustins. L'édifice a été inscrit au titre des monuments historiques en 2020[87].
- L'église Notre-Dame-de-l'Assomption, rue Anne-Marie-Javouhey.
- L'église Saint-Joseph de l'institut agricole Saint-Joseph, avenue André-Chenier.
- L'ancienne église Saint-Jacques, rue Notre-Dame-du-Rosaire (musée du piano).
- Le couvent des Cordeliers (chapelle rue Gaston-Prat) est, lui, inscrit depuis 1948[88].
- Église Notre-Dame de Limoux.
- Chapelle du centre médico-social de Limoux.
- La croix de Limoux est une croix de chemin, sur le chemin de Lapeyre, classée monument historique[89].

Limoux possède une assemblée évangélique La Délivrance, rue Rhin-et-Danube.
La communauté musulmane sunnite, quant à elle, se réunit dans deux mosquées
- La mosquée Omar, rue du Palais
- La mosquée Al-Mohssinine
- La salle de prière rue du Maquis-Fayta[91].

### Gastronomie limouxine
Plusieurs spécialités sont propres à Limoux :
- Le pebradó est un gâteau apéritif, à pâte torsadée agrémentée de poivre.
- L'artichaut au foie salé est une spécialité confectionnée avec des artichauts adjoints au foie de porc, sec et salé qui a été flambé et préalablement mis à mariner dans de l'huile.
- Le canard à la limouxine est un canard préparé dans une sauce accommodée de safran et de grains d'ail entiers.
- La fricassée de Limoux est un plat à base de porc, servie avec sa garniture de haricots blancs et de couenne.
- Le limos (également appelé Limoux ou gâteau de Limoux) est une couronne briochée des rois aux fruits confits.
- Les pescalhos qui sont des crêpes et les oreillettes qui sont une ganse plate de couleur dorée, cuite dans une friture d'huile.
- Le nougat de Limoux est constitué d'amande et de miel. C'est un nougat mou.

### Environnement et espaces verts
Limoux possède trois fleurs en tant que ville fleurie par le Conseil national des villes et villages fleuris de France. La commune est engagée dans la charte régionale zérophyto, pour la réduction de l'utilisation des pesticides et tendre vers un objectif « zéro pesticide ».

### Tourisme
Limoux entre au guide des Plus beaux détours de France dans son édition 2009, guide touristique très prisé par les visiteurs d'Outre-Manche, c'est la première commune du département de l'Aude à y figurer.

### Jumelages
- Sant Joan de Vilatorrada (Espagne) en (Catalogne).

### Tournages de films
- Sans famille (film, 1934)  de Marc Allégret : place de la République devant le Grand café du commerce.
- La Fille et le Garçon (film, 2022) de Jean-Marie Besset : Hôtel Montesquieu, rue de l'Officialité, Domaine de la Badoque.

### Héraldique
| Blason de Limoux | Blason  | D'azur à un saint Martin coupant avec son badelaire son manteau pour en couvrir un pauvre boiteux, un chien précède le cheval, le tout d'argent posé sur une terrasse cousue de sinople.                   |
| Blason de Limoux | Détails | * Ces armes emploient le terme « cousu » dans le seul but de contrevenir à la règle de contrariété des couleurs : elles sont fautives : sinople sur azur. Le statut officiel du blason reste à déterminer. |

## Vivre à Limoux

### Manifestations  culturelles et festivités
- La principale manifestation de Limoux est le carnaval de Limoux qui se déroule de janvier à mars.
- Une autre manifestation, pour la promotion du vignoble de Limoux, est Toques et clochers dont la plus récente édition a eu lieu en 2017 à Cépie. Limoux reste le point de départ des bus faisant la navette vers la manifestation.
- Depuis 2009, le festival « Cuivrée Spéciale » anime pendant six jours la ville. C'est le premier événement musical dans le calendrier du Sud de la France[103]. Depuis 2016, il porte le nom de « Limoux Brass Festival »[104].
- En 2011, Limoux a accueilli le Tour de France. En effet, l'étape du 17 juillet avait comme ville départ Limoux avant que les coureurs ne se dirigent vers Montpellier à travers les vignobles audois.
- En 2012, Limoux accueille à nouveau le Tour de France. Il s'agit de la première étape des Pyrénées. Elle relie donc Limoux à Foix le 15 juillet par les routes sinueuses et inédites de l'Ariège.
- Festival Les Bulles Sonores[105].

### Sports

#### Rugby à XIII
Le club phare de la ville est le club de rugby à XIII du XIII Limouxin qui joue en Super XIII. Créé en 1951, il est l'un des clubs les plus titrés de France avec quatre titres de Championnat de France et deux titres de Coupe de France. Il évolue au stade de l'Aiguille.

#### Divers sports
La pratique du sport est importante à Limoux et de nombreuses associations permettent de pratiquer plusieurs disciplines. Limoux possède plusieurs structures : gymnases, terrains de plein air, salles de sport, dojo, piste d'athlétisme, mini-golf, boulodromes et piscine, sans oublier le football de rue avec le FC Limoux-Aude qui fait partie d'un des meilleurs clubs de foot de rue de France.
Sur la piste du stade de l'Aiguille, eurent lieu, en 1964, les exploits et les foulées victorieuses des coureurs Michel Jazy et Jocelyn Delecour venus participer à des épreuves nationales d'athlétisme (plaque commémorative).
La nature de la région permet aussi de pratiquer des sports comme la randonnée pédestre, les sports équestres et le VTT. Le fleuve de l'Aude qui traverse la haute vallée de l'Aude permet de pratiquer des sports d'eau comme le canoë, le kayak et le rafting.
Une équipe de rugby à XV propre à la ville existait avant de fusionner avec l'US Quillan nommé US Quillan Limoux évolue en fédérale 3 (cinquième division).

### Médias
La presse est représentée majoritairement par les grands quotidiens régionaux L'Indépendant, le Midi libre et La Dépêche du Midi et par un journal local, le Limouxin. En plus des stations de radio nationales couvrant la ville (France Inter, France Info, France Culture, France Musique, Europe 1 et Skyrock), la ville est couverte par de nombreuses stations locales ou régionales dont 'Cent Pour Cent', 'RCF Aude', 'RTL2 Languedoc-Roussillon', 'Contact FM', 'Radio Ballade' et 'Sud Radio'. De plus la ville dispose de son propre relai TV (TDF Colline de Taich) qui diffuse l'ensemble des programmes TNT (dont 'France 3 Languedoc-Roussillon' et 'France 3 Albi Midi-Pyrénées').